# Saut en hauteur masculin aux Jeux olympiques d'été de 1976
Navigation
Munich 1972 Moscou 1980
L'épreuve du saut en hauteur masculin aux Jeux olympiques de 1976 s'est déroulée les 30 et 31 juillet 1976 au Stade olympique de Montréal, au Canada.  Elle est remportée par le Polonais Jacek Wszoła.

## Résultats

### Finale
| Rang               | Athlète          | Pays               | 2,00 | 2,05 | 2,10 | 2,14 | 2,18 | 2,21 | 2,23 | 2,25 | 2,27 | 2,29 | Marque | Note |
| ------------------ | ---------------- | ------------------ | ---- | ---- | ---- | ---- | ---- | ---- | ---- | ---- | ---- | ---- | ------ | ---- |
| Médaille d'or      | Jacek Wszoła     | Pologne            |      |      |      | O    | O    | O    | O    | XO   | XX-  | X    | 2,25   | OR   |
| Médaille d'argent  | Greg Joy         | Canada             | O    | O    | O    | XO   | XXO  | O    | XXO  | X-   | XX   |      | 2,23   |      |
| Médaille de bronze | Dwight Stones    | États-Unis         |      |      | O    | O    | O    | O    | XXX  |      |      |      | 2,21   |      |
| 4                  | Sergey Budalov   | Union soviétique   |      | O    | O    | O    | O    | XO   | X-   | XX   |      |      | 2,21   |      |
| 5                  | Serhiy Senyukov  | Union soviétique   |      |      | O    | O    | O    | XXX  |      |      |      |      | 2,18   |      |
| 6                  | Rodolfo Bergamo  | Italie             | O    | O    | O    | XO   | O    | XXX  |      |      |      |      | 2,18   |      |
| 7                  | Rolf Beilschmidt | Allemagne de l'Est |      | O    | O    | O    | XO   | XXX  |      |      |      |      | 2,18   |      |
| 8                  | Jesper Tørring   | Danemark           |      |      | O    | XO   | XO   | XXX  |      |      |      |      | 2,18   |      |
| 9                  | Terje Totland    | Norvège            | O    | O    | XO   | O    | XO   | XXX  |      |      |      |      | 2,18   |      |
| 10                 | Rune Almén       | Suède              | O    | XO   | XO   | O    | XXO  | XXX  |      |      |      |      | 2,18   |      |
| 11                 | James Barrineau  | États-Unis         |      |      | O    | O    | XXX  |      |      |      |      |      | 2,14   |      |
| 12                 | Claude Ferragne  | Canada             |      | O    | O    | O    | XXX  |      |      |      |      |      | 2,14   |      |
| 13                 | Bill Jankunis    | États-Unis         |      |      | O    | XXX  |      |      |      |      |      |      | 2,10   |      |
| 14                 | Leif Roar Falkum | Norvège            |      |      | XO   | XXX  |      |      |      |      |      |      | 2,10   |      |

## Légende
Records et Performances
- AR : Record continental (area record)
- CR : Record des championnats (championship record)
- MR : Record du meeting (meet record)
- NR : Record national (national record)
- OR : Record olympique (olympic record)
- PR : Record paralympique (paralympic record)
- PB : Record personnel (personal best)
- SB : Meilleure performance personnelle de la saison (season's best)
- WL : Meilleure performance mondiale de l'année (world leader)
- WJR : Record du monde junior (world junior record)
- WR : Record du monde (world record)

Circonstances et Conditions
- DNF : N'a pas terminé (did not finish)
- DNS : N'a pas pris le départ (did not start)
- DQ : Disqualification (disqualification)
- NM : Aucun essai valable enregistré (No Mark)
- Q : Qualifié « directement » au prochain tour (ou à la prochaine compétition), lors d'une compétition majeure, grâce au classement ou à la réalisation des minima (automatic qualifier)
- q : Qualifié au prochain tour (ou à la prochaine compétition), lors d'une compétition majeure, grâce au repêchage ou à la réalisation de l'une des meilleures performances parmi celles des « non qualifiés directement » (grâce au meilleur temps ou à la meilleure distance par exemple) (secondary qualifier)